# 印度制造
印度製造（英語：Make in India）是印度政府提出的一項倡議，目的在促進投資、鼓勵創新、提升技能發展、保護智慧財產權，並在印度國內建立一流的製造基礎設施，並針對製造業的專項投資提供獎勵。這項倡議的主要目標是吸引全球投資，並強化印度的製造業。倡議由印度商業和工業部轄下的產業與國內貿易促進司 (Department for Promotion of Industry and Internal Trade ,DPIIT) 主導。
印度總理納倫德拉·莫迪於2014年8月15日，在首次從德里紅堡城牆發表的印度獨立日演說中介紹這項計畫。他當時說道："我希望告訴全世界的人們：來印度製造吧。來印度生產吧。去世界上任何國家銷售，但在這裡製造。我們擁有技能、人才、紀律和做事的渴望。我們希望給予世界一個機會，來印度製造。"這項倡議由莫迪先生於2014年9月25日在新德里的維吉安·巴旺會議中心正式啟動，當時印度商界巨擘均出席參加這項活動。
"印度製造"倡議在過去十年中，顯著提振國內製造業，吸引有外國投資，並促進創新。它創造數百萬個就業機會，提升技能發展，為經濟增長做出貢獻。此項倡議也強化印度作為全球製造中心的地位，尤其是在電子和汽車等領域。總體而言，它在轉變印度的工業格局和提升其在世界舞台上的競爭力方面發揮有關鍵作用。
然而"印度製造"並未達成其設定的目標。計畫原希望印度製造業在國內生產毛額（GDP）中的比重於2022年達到25%。但事實上的佔比是從2013-14財政年度的16.7%下降到2023-24財政年度的15.9% 。
根據世界銀行提供的數據，印度製造在該國過去5年GDP中的佔比（含2023年）各為：2019年（13%）、2020年（14%）、2021年（14%），2022年（13%）及2023年（13%）。而根據長期市場、經濟和金融數據的線上研究平台Macrotrends LLC提供的數據，印度在2020-2023年四年間的各年製造業產值為：3,777億美元、4,553.6億美元、4,400.6億美元及4,613.8億美元。顯示印度製造的產值確有增加，卻不及GDP的增長速度。

## 歷史
印度製造倡議於2014年宣佈，設有三個明確目標：
1. 將製造業的年增長率提高到12-14%、
2. 到2022年，為印度創造1億個新的工作機會、
3. 確保製造業於2022年在GDP中的佔比（後修訂為2025年）提高到25%。[12]

當"印度製造"倡議推出之後，印度在2014年9月到2016年2月期間獲得價值16.40兆盧比（約合1,900億美元）的投資承諾，以及價值1.5兆盧比（約合180億美元）的投資意向（投資詢問）。
根據該國目前的政策，除太空產業（FDI（外商直接投資）最高可佔74%股權）、國防產業（最高可佔49%）和媒體（最高可佔26%）之外，所有國內100個產業都允許FDI可擁有百分之百的股權。此外，日本和印度還宣佈設立一項價值120億美元的"日印製造特別金融機制"基金，以推動對印度的投資。
印度各邦也推出自己的地方性措施以響應"印度製造"倡議。例如"奧迪薩邦製造（Utkarsh Odisha）"、"坦米爾那都邦全球投資者峰會"、"活力古吉拉特邦峰會"、"哈里亞納邦峰會（Happening Haryana）"和"馬哈拉什特拉邦峰會"。印度在2016-17財政年度已吸引達600億美元的外商直接投資。
世界銀行於2019年10月24日發佈最新版《營商環境報告》（DBR, 2020）。在本次評估涵蓋的190個國家中，印度排名從2019年的第77名大幅躍升14名，成為第63名。印度的營商便利度指數排名從2018年的第100名躍升到2019年的第77名，而印度於2017年的排名為130名。印度製造業在2014-15財政年度至2019-20財政年度期間的平均年增長率為6.9%。
由於人們對印度法律的透明度和執法機制缺乏信心，導致投資者裹足不前，進度也因此緩慢。這些都是該國在建立友善營商環境時所面臨的重要難題。雖然一些大公司在倡議推出許久後終於決心要採行"印度製造"，但尚未創造出預期中足夠的就業機會。

## "印度製造"倡議

### 營商便利度
印度在2020年的營商便利度指數中排名第63名，較2016年的第130位有所提升。印度政府為讓改革措施更貼近實際需求，於2017年2月委請聯合國開發計畫署 (UNDP) 及指示印度商業和工業部之下的國家生產力委員會負責"向實際使用者宣導並聽取他們對各項改革措施的回饋"。因此印度各邦現在正展開競爭，根據"印度製造"倡議下98點商業改革行動計畫的完成百分比得分，來改善其在營商便利度指數中的現有排名 。對"印度製造"及相關倡議的最新狀況可至網頁查詢。

### 進行中的全球宣傳活動
"印度製造"的宣傳活動由美國廣告代理商Wieden+Kennedy設計。這項活動透過推出專屬網站，並發佈25個產業的宣傳手冊，以幫助讀者更易理解印度政府的最新政策。政策中包括放寬多個產業的外國股權上限、規範和程序，例如製造業申請現在可在線上辦理，且執照有效期也延長至三年。
"零缺陷 零影響 （Zero Defect Zero Effect）"是印度總理納倫德拉·莫迪提出的口號，是"印度製造"倡議的核心精神。它強調製造的產品必須達到兩大目標：品質上"零缺陷"，確保產品完美無瑕，同時，製造過程與產品本身對環境和生態"零影響"，確保友善環境。簡單來說，這就是追求高品質且環境友善的印度製造產品。
孟買都會區發展局（MMRDA）於2016年2月13日舉辦的印度製造週多產業活動，共有超過2,500名國際參與者和8,000多名國內參與者，另有來自68個國家的外國政府代表團參加。有72個國家和印度所有邦的商業團隊也在活動中舉辦展覽。活動獲得超過15.2兆盧比（約合1,800億美元）的投資承諾和1.5兆盧比（約合180億美元）的投資意向，其中馬哈拉什特拉邦已取得8兆盧比（約合950億美元）的投資額，居於領先地位。此前印度政府在2014年9月至2015年11月期間從有興趣的電子產品公司那裡已獲得價值1.20兆盧比（約合140億美元）的投資提案。

### 修訂公共採購條例與政府財務規則
主導"印度製造"倡議的部會 - 印度商業與工業部於2017年6月15日修訂印度的公共採購條例和一般財務規則，以納入印度製造的優先考量。隨後，所有其他主導機構也發佈各自的命令，以擴大"印度製造"在其產品線相關採購中的適用範圍。

## 涵蓋產業
"印度製造"專注於經濟體中的25個產業，例如：

### 汽車業
美國通用汽車宣佈投資10億美元，在馬哈拉什特拉邦製造汽車。
韓國起亞汽車於2017年4月宣佈將投資超過11億美元，在安德拉邦的阿納恩塔普爾興建一座汽車工廠。這座廠是起亞在印度的第一座製造廠。起亞表示該工廠將僱用3,000名員工，每年生產30萬輛汽車。建設工程於2017年中開始，已於2019年3月完工。首批車輛於2019年中下線生產。起亞總裁朴韓佑 (Han-Woo Park) 宣佈該工廠生產的第一款車型是一款專為印度市場設計的 運動型多用途車（SUV） 。朴韓佑還補充說起亞計劃到2021年將在印度投資超過20億美元，創造10,000個工作機會。

### 汽車零件
日本日立製作所宣佈將於2016年前在清奈興建一座汽車零件廠，並將其在印度的員工數量從10,000人增加到13,000人。

### 航空
根據印度航空業專欄作家普希賓德·辛格·喬普拉的說法，在"印度製造"倡議啟動之前，在更廣泛的"自力更生印度"倡議下完成的第一筆交易是印度斯坦航空有限公司獲得授權，製造德國設計的多尼爾228小型載客飛機。法國無人航空載具製造商LH Aviatio宣佈在印度設立一家製造廠，生產無人航空載具。在2018年"馬哈拉什特拉邦峰會"活動期間，印度直升機製造商Thurst Aircraft Pvt Ltd與馬哈拉什特拉邦政府簽署一份諒解備忘錄，計劃在帕爾加爾縣（在孟買以北約140公里處）建造一座製造廠，投資額為35,000億盧比（約合52億美元） 。

### 生物技術
日本堀場製作所設在那格浦爾的印度最大醫療設備和血液學試劑生產設施於2024年7月6日正式啟用。該公司計劃在當地分階段投資20億盧比擴建工廠，將為超過30,000家印度醫院和診斷機構提供服務。該工廠生產醫療耗材（試劑）、臨床化學設備和血液檢測設備，也將作為對鄰近國家出口的樞紐。初期目標是實現50%的在地化生產，未來則以達到80-90%的在地化為目標。該工廠初期將服務生物科技與醫療保健領域，並期望最終能擴展到材料與半導體，以及能源與環境科學領域。

### 國防產業
根據印度總理納倫德拉·莫迪倡導的"印度自力更生運動"，設定印度國防部對26軍事裝備品項僅能向國內供應商採購。
印度和俄羅斯透過簽署多項協議，深化在"印度製造"國防裝備方面的合作，包括建造海軍巡防艦、生產KA-226雙引擎通用直升機（合資企業，其中60架在俄羅斯製造，140架在印度製造），以及布拉莫斯巡弋飛彈（合資企業，印度佔50.5%股份，俄羅斯佔49.5%）。納倫德拉·莫迪於2015年12月訪問俄羅斯期間簽署一項國防協議，內容包括Ka-226直升機製造，這是"印度製造"倡議下實際簽署的第一項國防協議。印度斯坦航空有限公司於2015年8月開始與俄羅斯的伊爾庫特公司 (Irkut Corp) 商談，根據"印度製造"計畫移轉蘇愷-30MKI戰鬥機332個零件的技術給印度。這些零件，也稱為線路可更換單元 (LRUs)，包括有關鍵和非關鍵組件，主要分為四類：無線電與雷達、電氣與電子系統、機械系統以及儀器系統。
美國洛克希德·馬丁公司於2016年2月宣佈計劃在印度製造F-16戰隼戰鬥機，但並未公佈任何時間表。洛克希德·馬丁公司於2017年2月表示，如果印度空軍同意採購F-16 Block-70（第四代） 戰機，他們打算與印度本地夥伴合作生產。
波音公司宣佈將在印度設立一家工廠，組裝直升機（AH-64阿帕契直昇機，或是CH-47契努克），以及製造F/A-18E/F戰鬥機。

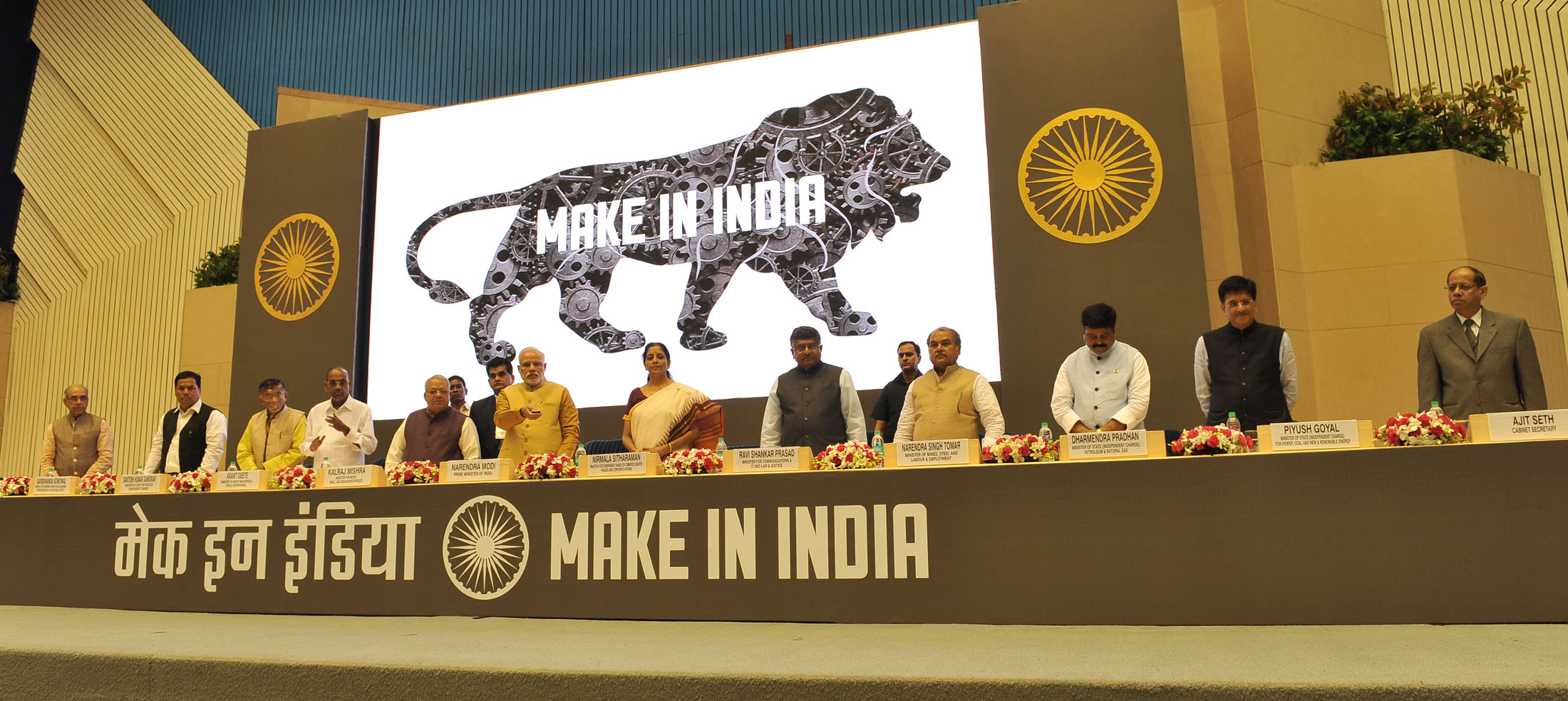
印度總理納倫德拉·莫迪於2014年"印度製造"的典禮上正式推動此項倡議。

印度陸軍於2018年5月宣佈一項價值5,000億盧比（約合59億美元）的彈藥生產計畫，將在10年內分階段實施。預計此計畫將有11家私人公司負責製造和供應陸軍坦克、火箭、防空系統、火砲、步兵戰車、榴彈發射器及其他野戰武器所需的彈藥。印度陸軍指出這項計畫的目標是減少對外國進口的依賴，並建立足夠維持30天戰鬥所需的彈藥庫存。

### 電子產業
預計全球對印度生產的電子硬體的需求，到2020年將迅速增長至4,000億美元，印度有潛力成為一個全球電子產品製造中心。印度政府設定的目標是到2020年實現電子產品的淨零進口。這個計畫啟動後，在2015年4月至6月的季度於印度銷售的智慧型手機中，有24.8%是國內生產，高於前一季度的19.9%。到2019年，印度國內生產的手機佔比已躍升至95%。多家電子產業公司承諾在印度投資，以進行製造。
根據手機出口數據，印度在2024財政年度出口價值156億美元的智慧型手機，比前一財政年度顯著增長42%。而就手機出口商數據來看，中國是全球最大的手機出口國，出口額高達1,370億美元。印度目前是全球第二大智慧型手機生產國。
雖然印度已成功實現智慧型手機在本土組裝，但印度政府目前正專注於提高國內的附加價值。為達成此目標，除現有的 "生產連結獎勵計畫 (Production Linked Incentive schemes，PLI)" 外，還推出多項定向補貼計畫，包括76,000億盧比的"印度半導體任務" (India Semiconductor Mission)，以及23,000億盧比的被動電子元件計畫（scheme for passive electronic component）。這些措施的目標是減少對進口的依賴（特別是來自中國的進口）、促進各層面電子產品在本地製造，並創造高品質的就業機會。目前，印度在智慧型手機的本土附加價值為15%至20%，並計畫在未來幾年內將其倍增（相比之下，中國的本土附加價值為38%）。
- 鴻海精密：原計劃在馬哈拉什特拉邦投資50億美元，用於研發高科技半導體製造設施，但因未能依其條件取得土地而未履行所簽署的諒解備忘錄。[70][71][72]根據印度經濟時報報導，鴻海為減低地緣政治風險，目前已在坦米爾那都邦、卡納塔卡邦和泰倫加納邦都設有據點，而鴻海為擴大其在印度產能，現傳出在有意在印度北部增設生產基地。[73]
- 和碩聯合科技：這家蘋果公司供應商正洽談開設其在印度的第二家iPhone製造廠。[74]2025年初傳出和碩集團陸續淡出iPhone代工製造業務，同時也將印度iPhone製造縮減。外媒報導印度塔塔集團於1月24日表示已買下和碩印度子公司60%股權，擴大"印度製造"布局，並將與和碩協作共同整合團隊。[75]
- 華為：在邦加羅爾設立新的研發中心，投資額達1.7億美元，[76][77]並在清奈設立電信硬體製造廠。[78]
- 摩托羅拉行動：由偉創力在清奈附近的斯里佩魯姆布杜爾營運代工製造。[79][80]
- Micromax（印度公司）：在拉賈斯坦邦、泰倫加納邦和安德拉邦新增三個製造工廠，投資額達30億盧比（約合3,500萬美元） 。[81][82]
- 高通：啟動"Design in India（印度設計）"計畫，以輔導10家具有潛力，能提出創新解決方案的印度硬體公司，並協助它們擴展為全球規模級的製造商。[83]
- 三星集團：建立10所"MSME-三星技術學校（為印度微中小企業部（英语：Ministry of Micro, Small & Medium Enterprises）（MSME）與三星集團之間的聯合倡議）"，[84]並在其諾伊達工廠生產Samsung Z1手機（英语：Samsung Z1）。[85]
- Spice Global（英语：Spice Global）（印度公司）：在北方邦設立一座投資額達50億盧比（約合5,900萬美元）的行動電話製造廠。[86]
- Vivo（中國公司）：開始在大諾伊達（英语：Greater Noida）的工廠製造智慧型手機，這座工廠僱用有2,200名員工。[87]
- 緯創資通：這家台灣公司將在諾伊達的新工廠開始製造Blackberry（黑莓機）、宏達國際電子 (HTC) 和摩托羅拉品牌的手機。[88]緯創是蘋果在印度的三家主要組裝廠之一，該公司董事會於2023年10月27日拍板，以1.25億美元將印度廠賣給印度塔塔集團，讓印度誕生首家本土iPhone組裝業者。[89]但根據2024年4月的新聞報導，緯創並未退出"印度製造"，可能改而在當地進行筆電組裝。[90]
- 小米集團：該品牌的手機將由位於斯里市（英语：Sri City）的鴻海精密營運的工廠製造，首先生產的是紅米手機2。[91][92]
- 維維帝恩科技（VVDN Technologies）：這家印度的原廠委託設計代工廠商 [93]擴大其製造業務，在印度新增一座佔地10英畝的全球創新園區，以響應"印度製造"倡議。[94][95][96]

### 食品加工
奧迪薩邦的"Pitha"、喀什米爾的"Gushtaba"、旁遮普邦的 "咖哩雞"、古吉拉特邦的 "Khakhra"和"Khandvi"、南印度的竹蒸魚、 "瓦達 (食品)"和"Medu vada"、比哈爾邦的"Khaja"和 "Inarsa"、北方邦的 "烤串" 以及馬哈拉什特拉邦的"Puran poli"，都被選為持續推廣活動中的傳統地方性美食。
印度海洋產品出口發展局宣佈達成一項協議，將向印度養殖戶供應蝦卵，用於蝦類養殖，未來將會將育成的印度蝦出口到海外國家。
水產養殖顧問公司Poseidon Aquatech在奧迪薩邦投資峰會上宣佈計劃在該邦投資10億盧比（約合1,470萬美元） 進行蝦類養殖和加工。
麵條製造商Indo Nissin Foods Ltd（日本日清食品在印度的子公司） 也宣佈計劃，將在2017年前額外投資5億盧比（約合730萬美元），以擴大其在奧迪薩邦的生產設施。

### 採礦
在奧迪薩邦投資峰會期間，印度國營煤碳公司NLC India Limited與奧迪薩邦政府簽署一份諒解備忘錄，將斥資750億盧比（約合11億美元）設立一座煤碳加工廠。

### 鐵路

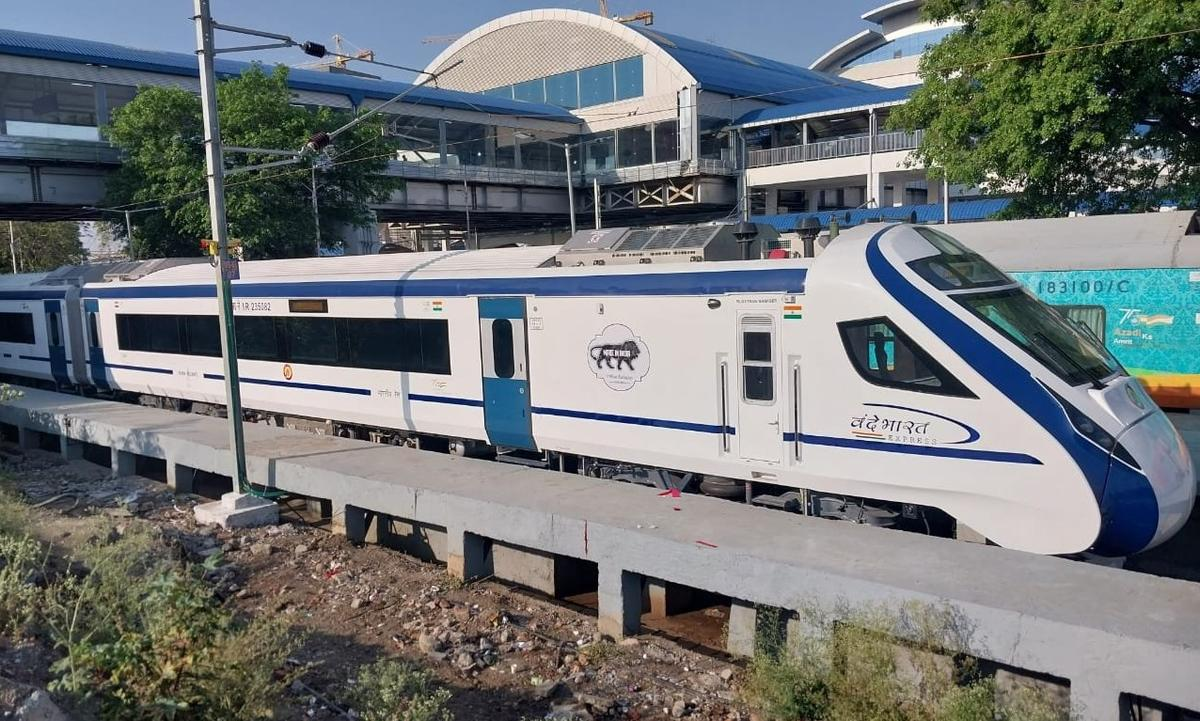
由印度鐵路（IR）營運的讚美印度特快列車（設計時速180公里，實際運行時數限制在130公里），車身上"印度製造"倡議的標誌。

- 法國阿爾斯通/美國通用電氣運輸（英语：GE Transportation）：這兩家鐵路車輛製造商宣佈將在比哈爾邦的馬德普拉和馬爾豪拉興建鐵路機車製造廠，投資額達4,000億盧比（約合47億美元） 。[100]阿爾斯通打算於2025年開始生產大型電池，供鐵路牽引部件使用。阿爾斯通於初期將從法國進口電池，但之後該公司將在其位於古吉拉特邦的Maneja工廠生產電池芯。[101]
- Hyperloop One（英语：Hyperloop One）：這家致力於將超迴路列車商業化的美國公司，與馬哈拉什特拉邦政府簽署一項框架協議，先行建立一條營運示範路線，然後開發從孟買到浦那的路線。[102]

### 再生能源
印度國營煤碳公司NLC India Limited於2016年8月宣佈將在奧迪薩邦設立一座500百萬瓦的太陽能發電廠，成本為300億盧比（約合4.41億美元） 。

### 發電
聯邦內閣於2017年5月批准建造10座本土製造的加壓重水反應爐（PHWRs）。合約預計價值將達7,000億盧比（約合83億美元），將交由印度公司製造。這10座反應爐的總發電量將達到7吉瓦（GW，10億瓦），預計將可創造33,400個直接和間接就業機會。
NLC India Limited在奧迪薩邦投資峰會期間與奧迪薩邦政府簽署一份諒解備忘錄，將斥資1,500億盧比（約合22億美元）設立一座2,000百萬瓦的火力發電廠。

### 健康與醫療保健
阿薩姆邦癌症護理基金會是阿薩姆邦政府與塔塔信託基金會 (Tata Trusts)的合作夥伴關係。塔塔信託基金會表示，在阿薩姆邦設立六所癌症醫院並為七所新癌症醫院奠基，讓阿薩姆邦的醫療保健和癌症治療水平得以提升，這在該國所有邦中是項創舉。
印度-英國健康研究院 (Indo-UK Institute of Health) 在阿薩姆邦投資峰會上宣佈將在古瓦哈蒂設立一座耗資160億盧比（約合2.31億美元）的醫療城。印度-英國健康研究院是始於2015年的印度與英國合作計畫，將於印度建立先進醫療城，以提升印度的醫療與教育水平。

## 外部連結
- 官方网站

Template:Economy of India topics
Template:Government Schemes in India